# Pierre de Tartas
Pierre, Henri Lanauve de Tartas dit Pierre de Tartas, né le 30 mars 1928 à Bordeaux et mort le 10 juillet 2007 à Bièvres (Essonne), est un imprimeur et éditeur d'art français.

## Biographie
Pierre de Tartas est le fils d'Henri Lanauve de Tartas, président et administrateur de sociétés, et de Mme, née Anne Poinsot.
Il fait ses études au collège Saint-Joseph de Poitiers.
À partir de 1947, il s'oriente vers une carrière d'éditeur d’art.
Il a notamment édité des œuvres du maréchal Juin et de Maurice Genevoix, d'Edouard Herriot, de Paul Verlaine, de Jean de La Varende, d'Hervé Bazin, d'André Maurois, de Jean Giono, de Jean Cocteau, de Claude Farrère.
Ces livres ont été illustrés (par la lithographie, l'eau-forte ou la gravure sur bois) par Maurice de Vlaminck, Pablo Picasso, Michel Ciry, Georges Braque, Raoul Dufy, Jean Lurçat, Tsugouharu Foujita, Jacques Villon, André Dunoyer de Segonzac, Kees Van Dongen, Édouard Goerg, Jean Commère, Jean Jansem, Jean-Pierre Alaux, Leonor Fini, Michèle Battut, Yves Brayer, Jean Carzou, Monique Journod, Grau Sala etc.
Avec Jean Herbert, en 1974, il écrit et illustre un ouvrage : Bouddhas et Bouddhisme.
Pierre de Tartas a été maire de Bièvres (Essonne) de 1965 à 1971.

### Décoration et distinctions

#### Décorations
- Chevalier de la Légion d'honneur
- Officier de l'ordre national du Mérite
- Officier de l'ordre des Arts et des Lettres
- Croix de guerre 1939-1945
- Croix du combattant volontaire de la Résistance

#### Distinction
- Médaille d'argent de la Ville de Paris